# Belmont-Broye
Belmont-Broye is een gemeente in het district Broye dat deel uitmaakt van het kanton Fribourg. In 2016 is de gemeente ontstaan uit de gemeenten Domdidier, Dompierre, Léchelles en Russy.

## Geografie
De gemeente heeft een oppervlakte van 25.81 km² en grenst aan de buurgemeenten Avenches, Missy, Montagny, Oleyres en Saint-Aubin.
- Hoogste punt (661 meter)
- Laagste punt (435 meter)

## Bevolking
Belmont-Broye heeft 4914 inwoners in 2014 waar het merendeel Frans spreekt.